# Cogny, Rhône
Cogny este o comună în departamentul Rhône din sud-estul Franței. În 2009 avea o populație de 1.067 de locuitori.

## Evoluția populației
| An        | 1975 | 1982 | 1990 | 1999 | 2006 | 2009  |
| --------- | ---- | ---- | ---- | ---- | ---- | ----- |
| Populație | 697  | 762  | 831  | 941  | 981  | 1.067 |